# Tyszki-Łabno
Tyszki-Łabno est un village du nord-est de la Pologne.
Il est situé dans la commune de Kolno (Powiat de Kolno, voïvodie de Podlachie).
Il a été fondé au XIVe siècle.
La population de Tyszki-Łabno était de 86 habitants en 2006.